# Arnold Winkler
Arnold Georg Winkler (* 3. Mai 1882 in Wien; † 4. Oktober 1969 ebenda) war ein österreichischer Wirtschaftshistoriker. Er lehrte von 1928 bis 1938 und 1945 bis 1953 als Professor für Wirtschaftsgeschichte an der Hochschule für Welthandel in Wien.

## Leben
Der Sohn eines Bürgerschullehrers und Gewerbeschuldirektors besuchte von 1892 bis 1900 das Gymnasium Wien XIX. (Döbling). Danach studierte Winkler ab 1901 Geschichte, Geographie, Deutsche und Klassische Philologie, Nationalökonomie und Medizin an der Universität Wien und wurde 1907 zum Dr. phil. promoviert. Ab 1904 unterrichtete er zunächst als Supplent an den Gymnasien Wien XIII. und XVI., von 1907 bis 1912 war er Lehrer am Gymnasium Wien II. Anschließend lehrte er bis 1918 als außerordentlicher Professor für Neuere Geschichte und Nationalökonomie an der Universität Freiburg (Schweiz), unterbrochen vom Kriegsdienst während des Ersten Weltkriegs (1914–1918). Von 1920 bis 1928 arbeitete Winkler als Börsen- und Bankbeamter in Wien. 1928 wurde er zum außerordentlichen Professor für Wirtschaftsgeschichte an der Hochschule für Welthandel in Wien berufen.
Winkler war ein Gegner der Nationalsozialisten und hielt während des Dollfuß-Schuschnigg-Regimes Lehrveranstaltungen, welche das „Österreichbewusstsein“ (im Gegensatz zur großdeutschen Ideologie) fördern sollten. Nach dem „Anschluss“ Österreichs an NS-Deutschland im März 1938 wurde er vom damaligen Geschichtsstudenten und SA-Mann Adam Wandruszka (der später selbst ein bedeutender Historiker wurde) verhaftet und anschließend mehrere Wochen gefangen gehalten. Im selben Jahr wurde Winkler von seinem Lehramt suspendiert und 1939 in den vorzeitigen Ruhestand versetzt (unter Halbierung seiner Pensionsansprüche). 1945 wurde er als ordentlicher Professor für Wirtschaftsgeschichte wiedereingestellt und 1953 emeritiert.

## Schriften (Auswahl)
- Johann Jakob Wilhelm Heinse: Briefe aus der Düsseldorfer Gemäldegalerie 1776/1777: Mit einer Skizze der deutschen Geniezeit, des Lebens und der Werke Heinses und einer Entwicklungsübersicht der ästhischen Grundbegriffe im 18. Jahrhundert. Hrsg. von Arnold Winkler. Schmid, Leipzig/Wien 1912.
- Die Grundlage der Habsburger Monarchie. Studien über Gesamtstaatsidee, pragmatische Sanktion und Nationalitätenfrage im Majorat Österreich. Schmid, Wien 1915.
- Die öffentliche Meinung. Strache, Wien 1918.
- Aus der Werkstatt der Weltpolitik. Einblicke zum Verständnis der neuen Gestaltungen. Braumüller, Wien 1919.
- Oesterreich und die Klösteraufhebung im Aargau: Zur Geschichte der europäischen Politik im Vormärz (= Quellen zur aargauischen Geschichte. Reihe 2, Briefe und Akten, Bd. 1). 2 Teile. Sauerländer, Aarau 1933.
- Die Entstehung des „Kommunistischen Manifestes“. Eine Untersuchung, Kritik und Klärung. Manz, Wien 1936.
- Österreichs Weg. Die ideellen und geschichtlichen Grundlagen des Staates. Manz, Wien 1936.
- Österreich: Geschichte Österreichs 1918–1945 – Staatskatastrophen und Wiederaufbau. Zwei Vorträge. Müller, Wien 1946.
- Grundlagen der Politik (= Die Universität. Bd. 7). Humboldt, Wien 1949.
- Kritik der Wissenschaft (= Die Universität. Bd. 13). Humboldt, Wien 1950.
- Methodik der Sozial- und Wirtschaftsgeschichte. Österreichischer Bundesverlag, Wien 1956.